# Blåtjärnet (Alingsås socken, Västergötland, 641897-131283)
Blåtjärnet är en sjö i Alingsås kommun i Västergötland och ingår i Göta älvs huvudavrinningsområde.